# Girișu de Criș
Girișu de Criș é uma comuna romena localizada no distrito de Bihor, na região histórica da Crișana (parte da Transilvânia). A comuna possui uma área de 87.95 km² e sua população era de 5690 habitantes segundo o censo de 2007.